# Claudio Capone
Claudio Capone (Roma, 18 novembre 1952 – Perth, 23 giugno 2008) è stato un doppiatore, annunciatore televisivo, direttore del doppiaggio e attore italiano.
È noto per essere stato la voce dei documentari naturalistici e scientifici dei programmi televisivi Quark (1981-1995) e Superquark (dal 1995 fino alla scomparsa), oltreché dei personaggi di Luke Skywalker (Mark Hamill) nella trilogia classica di Guerre stellari, di Ridge Forrester (Ronn Moss) nella soap opera Beautiful e di Carey Mahoney (Steve Guttenberg) nella serie cinematografica di Scuola di polizia.

## Biografia
Claudio Capone nacque a Roma, città nella quale iniziò le prime esperienze giovanili come attore in televisione: fra l'altro, interpretò nel 1964 il personaggio di Cecchino Bellucci ne Il giornalino di Gian Burrasca diretto da Lina Wertmüller e, più tardi, fu nel cast della serie televisiva Qui squadra mobile trasmessa nel 1976. Fu anche tra gli interpreti della riduzione teatrale di don Raffaello Lavagna su disco (1967) di Marcellino pane e vino, accanto a voci storiche come Riccardo Paladini, Luigi Almirante, Silvio Noto, Roldano Lupi. Così decise di dedicarsi quasi esclusivamente al doppiaggio a partire dagli anni settanta.
Sposato e padre di due figli, fu doppiatore in film, telefilm, soap opera, cartoni animati e messaggi pubblicitari nazionali e locali.
Tra i personaggi doppiati ricordiamo Ridge Forrester (Ronn Moss) nella soap opera Beautiful e il reverendo Eric Camden (Stephen Collins) della serie Settimo cielo; altri suoi celebri doppiaggi sono: Luke Skywalker (Mark Hamill) nella prima trilogia di Guerre stellari, Stephen Fry nel ruolo di Oscar Wilde nel film Wilde, Francesco Giuseppe nel ridoppiaggio della trilogia di Sissi, Brad Davis nella parte di Billy Hayes in Fuga di mezzanotte, John Travolta in Face/off e nel film Phenomenon, Steve Guttenberg dal primo al quarto capitolo della saga cinematografica di Scuola di polizia, Don Johnson nei telefilm Miami Vice e Nash Bridges, Martin Sheen nel ruolo di Kit Carruthers in La rabbia giovane (1973) di Terrence Malick.
Nel 1995 vinse il premio Leggio d'oro come miglior voce maschile televisiva per il doppiaggio di Ronn Moss in Beautiful.
La voce di Claudio Capone resta tuttavia legata soprattutto al commento di documentari e servizi in programmi di divulgazione scientifica, come Quark, Superquark, Geo, Nel regno degli animali, La macchina del tempo, Passaggio a Nord-Ovest, Ulisse e molti altri affini, tanto da divenire, nell'immaginario dei telespettatori italiani, la voce narrante dei documentari naturalistici, scientifici e culturali per antonomasia.
Proprio per tale fama veniva spesso coinvolto, sempre come voce narrante, anche in versioni satirico-parodistiche di tali documentari.
Morì improvvisamente il 23 giugno 2008, all'età di 55 anni, colpito da un ictus, mentre era in Scozia in compagnia del documentarista Mauro Riga per lavoro e per diletto, vista la passione per l'attività venatoria: durante la notte del 21 giugno accusò un malore e la mattina successiva venne trasportato da Crieff nella vicina città di Perth ove, aggravatosi, morì due giorni dopo nel locale ospedale.
La prima puntata di Superquark andata in onda dopo la sua morte, il 3 luglio 2008, gli dedicò un omaggio. In tale circostanza Piero Angela lo definì «un uomo molto speciale, con il quale abbiamo percorso una lunga strada», e ricordò che «non soltanto possedeva una voce splendida e inconfondibile, ma la sua era soprattutto una lettura intelligente, che dava significato ai testi e contribuiva a renderli chiari».

### Vita privata
Il 27 giugno 1982 nacque il figlio Davide, che intraprese anch'egli la carriera di doppiatore e direttore del doppiaggio e si sposò con la collega Roberta De Roberto.

## Filmografia
- Il giornalino di Gian Burrasca, regia di Lina Wertmüller – miniserie TV (1964)
- Il triangolo rosso – serie TV, episodio 2x02 (1969)
- Qui squadra mobile – serie TV (1976)
- Disonora il padre, regia di Sandro Bolchi – miniserie TV (1978)

## Teatro
- La parola ai fuochi di Fabio Doplicher, regia di Antonio Calenda, Teatro Stabile dell'Aquila (1980)[7]

## Doppiaggio

### Film cinema
- Mark Hamill in Guerre stellari, L'Impero colpisce ancora, Britannia Hospital, Il ritorno dello Jedi
- Steve Guttenberg in Scuola di polizia, Scuola di polizia 2 - Prima missione, Scuola di polizia 3 - Tutto da rifare, Scuola di polizia 4 - Cittadini in... guardia
- Alan Alda in Crimini e misfatti, Misterioso omicidio a Manhattan, Tutti dicono I Love You
- Tim Matheson in 1941 - Allarme a Hollywood, Essere o non essere
- John Travolta in Phenomenon, Face/Off - Due facce di un assassino
- Richard Dreyfuss in American Graffiti
- Martin Sheen in La rabbia giovane
- William Katt in Carrie - Lo sguardo di Satana
- Christopher Walken in Io e Annie, I mastini della guerra
- Brad Davis in Fuga di mezzanotte, Il cugino americano
- Russ Banham in Polpette
- John Rothman in Stardust Memories
- Brad Dourif in Ragtime
- Dennis Dugan in L'ululato
- Bill Murray in Stripes - Un plotone di svitati
- Paul Kratka in Week-end di terrore
- Chuck Norris in Terrore in città
- Michael Douglas in Condannato a morte per mancanza di indizi
- Jeff Bridges in Due vite in gioco
- Craig Wasson in Omicidio a luci rosse
- Ben Cross in Assisi Underground
- Steve Railsback in Space Vampires
- Marshall Bell in Stand by Me - Ricordo di un'estate
- Benjamin Hendrickson in Manhunter - Frammenti di un omicidio
- Kyle MacLachlan in L'alieno
- Laurence Fishburne in Danko
- Harold Ramis in Ghostbusters II
- Miguel Bosé in L'avaro
- Jean-Claude Van Damme in Colpi proibiti
- Will Ferrell in Superstar - Osa sognare
- Sam Robards in Tre ragazzi e un bottino
- Benjamin Mouton in Basic Instinct
- Stephen Collins in Il club delle prime mogli
- Christopher McDonald in Specchio della memoria
- Terry O'Quinn in L'agguato - Ghosts from the Past
- Stephen Fry in Wilde
- Michael York in Austin Powers - Il controspione
- Sam Robards in Tre ragazzi per un bottino
- Ron Moss in Christmas in Love
- Scott Morgan in La signora ammazzatutti
- Karlheinz Böhm in La principessa Sissi, Sissi - La giovane imperatrice, Destino di una imperatrice
- Jack Nicholson in Le colline blu
- Viggo Mortensen in Young Americans
- Edward Albert in La battaglia di Midway, Ormai non c'è più scampo
- Dale Robinette in Minaccia da un miliardo di dollari
- Nicholas Hammond in L'Uomo Ragno colpisce ancora e L'Uomo Ragno Sfida il Drago
- Dane Rhodes in Baciati dalla sfortuna
- Riccardo Fogli in Dov'era lei a quell'ora?

### Soap opera, telenovelas e telefilm
- Ronn Moss in Beautiful
- David Mason Daniels e Dane Witherspoon in Capitol
- José Mayer in Adamo contro Eva
- Don Johnson in Miami Vice, Nash Bridges
- Nick Nolte in Il ricco e il povero
- Dean Cain in Lois & Clark - Le nuove avventure di Superman
- Pierino in C'era una volta... l'uomo, Ai confini dell'universo (doppiaggio storico)
- Tom Skerritt in La famiglia Brock
- Stephen Collins in Settimo cielo
- Jeff Yagher in Visitors
- Gary Cole in Voci nella notte
- Michael Newman in Baywatch
- William Katt in Ralph Supermaxieroe
- Fred Draper e personaggi vari in Colombo
- Edward Albert in Alle origini della mafia

### Film d'animazione
- Capo in Un americano alla corte di re Artù (ridoppiaggio)
- Bow in Il segreto della spada
- Scattino a rallenty in Cappuccetto Rosso e gli insoliti sospetti

### Anime
- Rippo e Daltzorne in Hunter × Hunter

## Discografia

### Album
- 1967 – José María Sánchez Silva: Marcellino pane e vino (serie Fiabe a voce, n. 3) (Vik – KLVP 307, RCA – KLVP 307)

### Singolo
- 1964 – Cappuccetto Bianco di Romana Battistella (Bruna Battistella), regia di Davide Montemurri (Edizioni Paoline – F-SR 33.34, Audio Edizioni Paoline – SR 34)